# Gianluca Petecof
Gianluca de Castro Petecof (2002. november 14. –) brazil autóversenyző, a 2020-as Formula Regionális Európa-bajnokság győztese.

## Pályafutása

### Gokart
2013-ban kezdte gokartpályafutását szülőhazájában, ahol több bajnoki címet szerzett.

### Formula–4
2018-ban az olasz és a német Formula–4-es bajnokságban is rajthoz állt. Előbbi sorozatban szerepelt jobban, egy győzelemmel és további négy dobogós helyezéssel az összetett pontverseny ötödik helyén zárt, míg a német bajnokságban mindössze egy dobogós helyezéssel 10. lett a szezon végi összetettben.
2019-ben is ebben a két sorozatban indult, és az olasz Formula–4 bajnokságban négy futamgyőzelemmel második lett, a bajnok Dennis Haugertől azonban így is 136 ponttal elmaradt. A német sorozatban az összetett 5. helyén zárt.

### Formula–3
2020-ban a Prema Powerteam színeiben a Formula Regionális Európa-bajnokságban indult, csapattársai az ugyancsak Ferrari-akadémista Arthur Leclerc, valamint Oliver Rasmussen és Jamie Chadwick voltak. A szezon első három versenyhétvégéjén négy futamgyőzelmet szerzett, és bár ezt követően is megbízhatóan gyűjtögette a pontokat, az idény végére Leclerc komoly kihívója lett a bajnoki címet illetően. Az elsőség sorsa végül az utolsó versenyen dőlt el, ahol Petecof megszerezte a bajnoki címet.
2021. szeptember 7-én a finn KIC Motorsport igazolta le az újjáalakult széria Red Bull Ringen rendezett fordulójára.

### Formula–2
2021. február 8-án a Campos Racing bejelentette, hogy szerződteti a 2021-es szezonra Ralph Boschung mellé az FIA Formula–2 bajnokságban szereplő csapatához. A bahreini főversenyen elromlott az autójában a tűzoltó berendezés és kiállni kényszerült. 2021. június 2-án csapata bejelentette, hogy a szezon harmadik hétvégéjétől, Bakutól Matteo Nannini veszi át a helyét.

### Formula–1
2017 decemberétől 2021 januárjáig a Ferrari versenyzői akadémiájának a tagja volt.

## Eredményei

### Karrier összefoglaló
| Szezon | Bajnokság                           | Csapat          | Verseny | Győzelem | Pole pozíció | Leggyorsabb kör | Dobogós helyezés | Pont | Helyezés |
| ------ | ----------------------------------- | --------------- | ------- | -------- | ------------ | --------------- | ---------------- | ---- | -------- |
| 2018   | Olasz Formula–4-es bajnokság        | Prema Powerteam | 18      | 1        | 0            | 1               | 5                | 186  | 4.       |
| 2018   | ADAC Formula–4                      | Prema Powerteam | 21      | 0        | 0            | 0               | 1                | 92   | 10.      |
| 2019   | Olasz Formula–4-es bajnokság        | Prema Powerteam | 20      | 4        | 2            | 2               | 8                | 233  | 2.       |
| 2019   | ADAC Formula–4                      | Prema Powerteam | 21      | 1        | 2            | 3               | 5                | 164  | 5.       |
| 2020   | Formula Regionális Európa-bajnokság | Prema Powerteam | 23      | 4        | 5            | 7               | 14               | 359  | 1.       |
| 2021   | Formula–2                           | Campos Racing   | 6       | 0        | 0            | 0               | 0                | 0    | 27.      |
| 2021   | Formula Regionális Európa-bajnokság | KIC Motorsport  | 8       | 0        | 0            | 0               | 0                | 5    | 22.      |

### Teljes Formula Regionális Európa-bajnokság eredménysorozata
(Táblázat értelmezése)

(Félkövér: pole-pozícióból indult; dőlt: leggyorsabb kört futott) 

| Év   | Csapat          | 1       | 2     | 3       | 4       | 5       | 6       | 7     | 8     | 9       | 10      | 11      | 12      | 13       | 14       | 15       | 16       | 17      | 19       | 19       | 20       | 21      | 22      | 23      | 24      | Helyezés | Pont |
| ---- | --------------- | ------- | ----- | ------- | ------- | ------- | ------- | ----- | ----- | ------- | ------- | ------- | ------- | -------- | -------- | -------- | -------- | ------- | -------- | -------- | -------- | ------- | ------- | ------- | ------- | -------- | ---- |
| 2020 | Prema Powerteam | MIS 1 4 | MIS 2 | MIS 3 1 | LEC 1 2 | LEC 2 1 | LEC 3 2 | RBR 1 | RBR 2 | RBR 3 1 | MUG 1 4 | MUG 2 3 | MUG 3 2 | MNZ 1 2  | MNZ 2 6  | MNZ 3 2  | CAT 1 5  | CAT 2 6 | CAT 3    | IMO 1 8  | IMO 2 3  | IMO 3 4 | VLL 1 4 | VLL 2 T | VLL 3 5 | 1.       | 359  |
| 2021 | KIC Motorsport  | IMO 1   | IMO 2 | CAT 1   | CAT 2   | MCO 1   | MCO 2   | LEC 1 | LEC 2 | ZAN 1   | ZAN 2   | SPA 1   | SPA 2   | RBR 1 Ki | RBR 2 28 | VAL 1 22 | VAL 2 11 | MUG 1 8 | MUG 2 10 | MNZ 1 21 | MNZ 2 14 |         |         |         |         | 22.      | 5    |

### Teljes FIA Formula–2-es eredménysorozata
(Táblázat értelmezése)

(Félkövér: pole-pozícióból indult; dőlt: leggyorsabb kört futott) 

| Év   | Csapat        | 1          | 2          | 3          | 4          | 5          | 6          | 7       | 8       | 9       | 10      | 11      | 12      | 13      | 14      | 15      | 16      | 17      | 18      | 19      | 20      | 21      | 22      | 23      | 24      | Helyezés | Pont |
| ---- | ------------- | ---------- | ---------- | ---------- | ---------- | ---------- | ---------- | ------- | ------- | ------- | ------- | ------- | ------- | ------- | ------- | ------- | ------- | ------- | ------- | ------- | ------- | ------- | ------- | ------- | ------- | -------- | ---- |
| 2021 | Campos Racing | BHR SP1 17 | BHR SP2 13 | BHR FEA Ki | MON SP1 Ki | MON SP2 Ki | MON FEA 16 | AZE SP1 | AZE SP2 | AZE FEA | GBR SP1 | GBR SP2 | GBR FEA | ITA SP1 | ITA SP2 | ITA FEA | RUS SP1 | RUS SP2 | RUS FEA | KSA SP1 | KSA SP2 | KSA FEA | UAE SP1 | UAE SP2 | UAE FEA | 27.      | 0    |